# New Mexico State Route 48
New Mexico State Route 48 ist ein Highway im US-Bundesstaat New Mexico, der in Nord-Süd-Richtung verläuft.
Der Highway beginnt am U.S. Highway 70 in Ruidoso und endet in Capitan am U.S. Highway 380. Die State Route führt durch die Sacramento Mountains, die zum Lincoln National Forest gehören. Auf halber Strecke beginnt die New Mexico State Route 37, die als Umgehung von Capitan genutzt werden kann.